# تحية النوبية
تحية النوبية عابدة من عابدات مصر روى عنها الماليني الصوفي، فقال: دخلت على تحية زائرا فسمعتها من داخل البيت وهي تناجي وتقول في مناجاتها: يا من يحيني وأحبه. فدخلت عليها وقلت لها: يا تحية هبي أنك تحبين الله تعالى، فمن أين تعلمين أنه يحبك؟ فقالت: نعم، إني كنت في بلد النوبة وأبواي كانا نصرانيين، وكانت أمي تحملني إلى الكنيسة وتجيء بي عند الصليب، وتقول: قبلي الصليب، فإذا هممت بذلك أرى كفا تخرج فترد وجهي حتى لا أقبله، فعلمت أن عنايته قديمة.